# Пасу-де-Аркуш
Пасу-де-Аркуш (порт. Paço de Arcos; МФА: [ˈpa.su dɨ ˈaɾ.kuʃ]) — парафія в Португалії, у муніципалітеті Оейраш. Розташована в західній частині країни, на теренах історичної португальської провінції Ештремадура. Входить до складу округу Лісабон. За адміністративним поділом, чинним до 1976 року, терени парафії були складовою провінції Ештремадура. Належить до Лісабонського патріархату Католицької церкви. Патрон — Ісус Христос. Площа — 3,3942 км². Населення — 15315 ос. (2011). Сильно урбанізований регіон. Густота населення — 4512,11 осіб/км²
. Код — 111005.

## Населення
| Кількість мешканців | Кількість мешканців | Кількість мешканців | Кількість мешканців | Кількість мешканців | Кількість мешканців | Кількість мешканців | Кількість мешканців | Кількість мешканців | Кількість мешканців | Кількість мешканців | Кількість мешканців | Кількість мешканців | Кількість мешканців | Кількість мешканців |
| ------------------- | ------------------- | ------------------- | ------------------- | ------------------- | ------------------- | ------------------- | ------------------- | ------------------- | ------------------- | ------------------- | ------------------- | ------------------- | ------------------- | ------------------- |
| 1864                | 1878                | 1890                | 1900                | 1911                | 1920                | 1930                | 1940                | 1950                | 1960                | 1970                | 1981                | 1991                | 2001                | 2011                |
|                     |                     |                     |                     |                     |                     | 3 723               | 5 567               | 5 486               | 8 413               | 11 133              | 19 645              | 16 818              | 23 496              | 15 315              |